# Шерман, Джек
Джек Моррис Шерман (англ. Jack Morris Sherman; 18 января 1956, Майами, Флорида — 18 августа 2020, Саванна, Джорджия) — американский рок-музыкант, гитарист Red Hot Chili Peppers (1983—1985, в промежутке между уходом и возвращением Хиллела Словака). Исполнил гитарные партии на дебютном альбоме Red Hot Chili Peppers, записал большую часть партий второго альбома Freaky Styley. Сотрудничал с Бобом Диланом, Джорджем Клинтоном, Питером Кейсом.

## Биография и карьера
Родился в Майами, Флорида. В детстве с семьёй переехал сначала в Нью-Йорк, затем в Калифорнию. В 8 лет, увидев легендарное выступление The Beatles на Шоу Эда Салливана, увлёкся игрой на гитаре. Через пару лет, благодаря группе The Rolling Stones, погрузился в изучение рок-музыки. В Сан-Диего он играл в группах Funky Demon, Pagan Tumor, Boilerhouse, Redemption и Search.
В декабре 1983 года, после того, как группу покинул гитарист Хиллел Словак, Шерман стал участником рок-группы Red Hot Chili Peppers. Шерман был в составе группы во время их первого тура в 1984 году в поддержку выпуска их первого альбома The Red Hot Chili Peppers. Это был единственный альбом, на котором он выступал в качестве гитариста.
В марте 1984 года группа, совместно с Шерманом, снялась в ток-шоу «Thicke of the Night», которое вёл Алан Тик. Выпуск этого дебютного телевизионного выступления вышел в эфир 16 марта 1984 года, в котором группа энергично исполнила новую композицию «True Men Don’t Kill Coyotes» и уже зарекомендовавшую себя «Get Up and Jump».
Шерман отыграл все шоу с The Red Hot Chili Peppers с января 1984 по февраль 1985 года. Первое выступление с Джеком было 19 января 1984 года в Music Machine. Последний концерт состоялся 16 февраля 1985 года в Jed’s Showcase.
Шерман был соавтором половины песен со второго альбома группы Freaky Styley, но когда Словак, в начале 1985 года, попросил вернуться в группу, Шерман был уволен до того, как началась запись. Несмотря на это, позже он исполнил бэк-вокал к двум песням из альбома «Mother’s Milk» 1989 года.
Впоследствии он сотрудничал с Бобом Диланом во время его альбома Knocked Out Loaded, фанк-музыкантом Джорджем Клинтоном, а также с Фиргэлом Шарки и Питером Кейс.
Когда в 2012 году Red Hot Chili Peppers были введены в Зал славы рок-н-ролла, ни Шерман, ни их бывший гитарист Дэйв Наварро, каждый из них участвовал в записи одного из альбомов группы, не были включены. Шерман обвинил членов группы в этом упущении, заявив, что они проигнорировали работу, которую они проделали, «работая в тяжёлых условиях».
Энтони Кидис, ведущий вокалист Red Hot Chili Peppers, написал в своей автобиографии «Scar Tissue» 2004 года, что группа осознавала, что их отношения с Шерманом являются временными, потому что у него не было «панк-рок-родословной». Однако он признал важную роль, которую Шерман сыграл в поддержании группы на плаву.

## Смерть
Шерман умер 18 августа 2020 года в возрасте 64 лет от сердечного приступа в своём доме в Саванне, штат Джорджия. Red Hot Chili Peppers опубликовали заявление о его смерти, в котором поблагодарили его за «все хорошие времена, плохие и промежуточные». Басист Red Hot Chili Peppers, Фли, опубликовал свою личную дань уважения Шерману в Instagram почти месяц спустя, заявив, что, хотя их отношения были «сложными», Шерман является тем человеком, который оказал влияние на его музыку и его жизнь, сказав, что он «сыграл самую злую гитарную партию в нашей песне Mommy Where’s Daddy, вещь, которая навсегда повлияла на то, как я слышу ритм. Он научил меня диете, правильному питанию и осознанию своего тела. Мы происходили из очень разных слоёв общества, имели разные взгляды на мир, и нам было трудно часто общаться друг с другом. Но волнение, которое мы разделяли из-за музыки, и радость, которая бурлила между нами, будут длиться вечно. Покойся с миром, Шерм, я люблю тебя».